# Nisporeni (arrondissement)
Nisporeni is een arrondissement van Moldavië. De zetel van het arrondissement is Nisporeni. Het arrondissement ligt in het westen van Moldavië.
De 23 gemeenten, incl. deelgemeenten (localitățile), van Nisporeni:
- Bălănești, incl. Găureni
- Bălăurești
- Bărboieni
- Boldurești, incl. Băcșeni en Chilișoaia
- Bolțun
- Brătuleni, incl. Cîrnești
- Bursuc
- Călimănești
- Ciorești, incl. Vulcănești
- Ciutești, incl. Valea Nîrnovei
- Cristești
- Grozești
- Iurceni, incl. Mîrzoaia
- Marinici, incl. Heleșteni
- Milești
- Nisporeni, met de titel orașul (stad)
- Seliște, incl. Păruceni
- Șișcani, incl. Drojdieni en Odaia
- Soltănești
- Valea-Trestieni, incl. Isăicani, Luminița, Odobești en Selișteni
- Vărzărești, incl. Șendreni
- Vînători
- Zberoaia;